# Ensayo de un crimen
Ensayo de un crimen is een Mexicaanse filmkomedie uit 1955 onder regie van Luis Buñuel.

## Verhaal
Archibaldo de la Cruz wil een beruchte seriemoordenaar worden. Hij bedenkt allerlei plannetjes om vrouwen te vermoorden, maar hij slaagt er uiteindelijk nooit echt in om iemand te doden.

## Rolverdeling
| Acteur         | Personage             |
| -------------- | --------------------- |
| Ernesto Alonso | Archibaldo de la Cruz |
| Miroslava      | Lavinia               |
| Ariadna Welter | Carlota Cervantes     |
| Rita Macedo    | Patricia Terrazas     |
| Chabela Duran  | Zuster Trinidad       |
| Eva Calvo      | Mevrouw De la Cruz    |
| Rodolfo Landa  | Architect Rivas       |
| Andrea Palma   | Mevrouw Cervantes     |